# Ghilzajowie
Ghilzajowie (paszto l. poj. rodzaj męski Ghilzaj, rodzaj żeński Ghilzej, l. mn. Ghilzi lub Ghalzi) – jedno z dwóch największych (obok Durranich) plemion pasztuńskich. Żyją w okolicach miast Ghazni i Kandahar. Są nomadycznymi pasterzami kóz i owiec, mieszkają w charakterystycznych czarnych namiotach.
Do tego plemienia należała większa część dowództwa Talibów i komendant Gulbuddin Hekmatjar – jeden z ważniejszych dowódców Afgańczyków podczas wojny ze Związkiem Radzieckim w latach 80. XX wieku.